# Volksabstimmungen in der Schweiz 1928
Dieser Artikel bietet eine Übersicht der Volksabstimmungen in der Schweiz im Jahr 1928.
In der Schweiz fanden auf Bundesebene zwei Volksabstimmungen statt, im Rahmen zweier Urnengänge am 20. Mai und 2. Dezember. Dabei handelte es sich um ein obligatorisches Referendum und eine Volksinitiative.

## Abstimmung am 20. Mai 1928

### Ergebnis
| Nr. | Vorlage                                                                                                  | Art | Stimm- berechtigte | Abgegebene Stimmen | Beteiligung | Gültige Stimmen | Ja      | Nein    | Ja-Anteil | Nein-Anteil | Stände | Ergebnis |
| --- | --- | --- | ------------------ | ------------------ | ----------- | --------------- | ------- | ------- | --------- | ----------- | ------ | -------- |
| 105 | Bundesbeschluss betreffend Revision des Art. 44 der Bundesverfassung (Massnahmen gegen die Überfremdung) | OR  | 1'050'683          | 475'391            | 45,25 %     | 447'465         | 316'250 | 131'215 | 70,68 %   | 29,32 %     | 19½:2½ | ja       |

### Massnahmen gegen die Überfremdung
Zu Beginn des 20. Jahrhunderts setzen Debatten um die «Überfremdung» der Schweiz ein und wiederholt gab es politische Vorstösse, die eine Revision der Einbürgerungspraxis forderten. 1910 setzte der Bundesrat eine Expertenkommission ein, welche die Einführung des ius soli (Geburtsortsprinzip) anstelle des bisherigen ius sanguinis (Abstammungsprinzip) prüfen sollte. Die Angelegenheit zog sich in die Länge und während sowie nach dem Ersten Weltkrieg wurde das Gesetz durch die Erhöhung der Wohnsitzfristen sogar verschärft. Der im November 1920 vorgelegte Entwurf sah die ius soli nur noch für die dritte Einwanderergeneration vor. Es folgten zähe Verhandlungen im Parlament, die sich bis 1927 hinzogen, wobei die endgültige Fassung im Vergleich zur ursprünglich angestrebten Reform nur noch relativ geringfügige Änderungen enthielt. Alle Regierungsparteien und auch die SP unterstützen die Verfassungsänderung. Sie ermögliche es, die Überfremdung zu bekämpfen, indem sie «assimilierte» Ausländer einbürgere, aber keine «Papierschweizer» produziere, da die Einbürgerungsbestimmungen immer noch genügend streng seien. Nationalistischen Gruppierungen ging selbst diese zaghafte Liberalisierung zu weit. Mehr als zwei Drittel der Stimmberechtigten nahmen die Vorlage an, ablehnende Mehrheiten gab es nur in den Kantonen Appenzell Innerrhoden, Freiburg und Schwyz.

## Abstimmung am 2. Dezember 1928

### Ergebnis
| Nr. | Vorlage                                                      | Art | Stimm- berechtigte | Abgegebene Stimmen | Beteiligung | Gültige Stimmen | Ja      | Nein    | Ja-Anteil | Nein-Anteil | Stände | Ergebnis |
| --- | ------------------------------------------------------------ | --- | ------------------ | ------------------ | ----------- | --------------- | ------- | ------- | --------- | ----------- | ------ | -------- |
| 106 | Eidgenössische Volksinitiative «Kursaalspiele (Spielbanken)» | VI  | 1'067'754          | 592'849            | 55,52 %     | 570'923         | 296'395 | 274'528 | 51,92 %   | 48,08 %     | 14½:7½ | ja       |

### Erhaltung der Kursäle
Nach dem Erfolg der Spielbankeninitiative am 21. März 1920 mussten die Kursäle fünf Jahre später den Spielbetrieb einstellen, wovon Einrichtungen in sechs Kantonen betroffen waren. Die Tourismusbranche wollte sich mit dem Verbot nicht abfinden und lancierte kurz nach der Schliessung eine Volksinitiative, die den Spielbetrieb in den Kursälen wieder ermöglichen sollte. Dabei waren die Forderungen der Initiative bewusst zurückhaltend formuliert. De facto erlaubt wäre demnach nur das Boule-Spiel, bei einem maximalen Einsatz von zwei Franken. Ausserdem sollte ein Viertel der Einnahmen aus dem Spielbetrieb an den Bund abgeliefert werden, entweder zur Behebung von Elementarschäden oder zur Überweisung an gemeinnützige Fürsorgeeinrichtungen. Der Bundesrat brachte der Initiative grosse Sympathie entgegen und empfahl sie zur Annahme. Das Ja zur Verbotsinitiative von 1920 interpretierte er nicht als eine Zustimmung zu einem totalen Verbot, sondern lediglich als Verurteilung von Missbräuchen beim Glücksspiel. Das Parlament folgte dieser Einschätzung. Die Befürworter aus der Tourismusbranche bezeichneten das Glücksspiel als existenziell wichtig und warnten, dass ohne die Erlöse die Garten- und Parkanlagen sowie das Sport- und Kulturangebot in den Touristenorten nicht erhalten werden könnten. Die Gegner empfanden es als ungehörig, das neue Verbot bereits infrage zu stellen, bevor es genügend Erfahrungen damit gab; ebenso betrachteten sie die Spieleinnahmen als marginal. Volk und Stände nahmen die Initiative knapp an.